# Бронепалубные крейсера типа «Альжер»
Бронепалубные крейсера типа «Альжер» — серия крейсеров 2-го класса французского флота, построенная в 1880-х — 1890-х гг. Стали первыми серийными французскими крейсерами 2-го класса, но всё равно несколько отличались друг от друга. Всего было построено 3 единицы: «Альжер» (фр. Alger), «Жан Бар» (фр. Jean Bart), «Исли» (фр. Isly).

## Конструкция

### Корпус
Крейсера типа «Альжер» имели типичный для французских кораблей того времени корпус — с очень длинным тараном в форме плуга. Борта были завалены вовнутрь, для улучшения обстрела орудий, размещённых по бортам. Головной корабль отличался ещё и кормой, которая была прямой, а не нависающей, в отличие от других крейсеров серии. На всех крейсерах этого типа были установлены массивные боевые мачты, представлявшие собой полые трубы с марсами, на которых размещались малокалиберные пушки. Эти конструкции снижали остойчивость крейсеров и в итоге были заменены на мачты-однодеревки.

### Силовая установка
Силовые установки на крейсерах имели существенные различия. «Альжер» был оснащён вертикальными машинами тройного расширения и имел водотрубные котлы системы Бельвиля. На остальных крейсерах установили уже устаревшие цилиндрические огнетрубные котлы и горизонтальные паровые машины. В 1903 году «Жар Бар» прошёл модернизацию. в ходе которой его старые котлы заменили на 8 водотрубных котлов системы Никлосса. Мощность выросла до 10 000 лошадиных сил, а скорость до 20 узлов. Запас угля на крейсерах составлял 860 тонн.

### Бронирование
Крейсера типа «Альжер» получили бронирование по типичной французской системе. Броневая палуба проходила ниже ватерлинии и достигала на скосах толщины 100 мм. Над броневой палубой располагались коффердамы, межпалубное пространство было частично заполнено мелкими водонепроницаемыми отсеками. Лёгкое броневое прикрытие получили орудия и боевая рубка.

### Вооружение
Основное вооружение крейсеров — 164-мм нескорострельные орудия, размещались в спонсонах, находившихся в оконечностях кораблей. На спонсонах, но в районе миделя, размещались 4 орудия калибра 138 мм, так же нескорострельных. Ещё 2 таких же орудия размещались в носу и корме. В процессе службы прошла замена 164-мм и 138-мм орудий на скорострельные образцы. Число 47-мм орудий и 37-мм митральез сократилось. Количество торпедных аппаратов уменьшили до 2 — 3.

## Служба
- «Альжер» — заложен в ноябре 1887 г., спущен 23 ноября 1889 г., в строю с 1891 г. Превращён в блокшив в 1911 году, списан в 1909 году.
- «Жан Бар» — заложен в сентябре 1887 г., спущен в ноябре 1889 г., в строю с 1891 г. Потерпел крушение и затонул у берегов Северной Африки 11 февраля 1902 года.
- «Исли» — заложен в августе 1887 г., спущен 23 июня 1891 г., в строю с 1893 г. Списан в 1914 году.[2]